# هاگ جاو (آرکانزاس)
هاگ جاو (به انگلیسی: Hog Jaw) یک منطقهٔ مسکونی در ایالات متحده آمریکا است که در شهرستان مونتگومری، آرکانزاس واقع شده‌است. هاگ جاو ۲۳۸٫۹۷ متر بالاتر از سطح دریا واقع شده‌است.